# Tughrul Beg

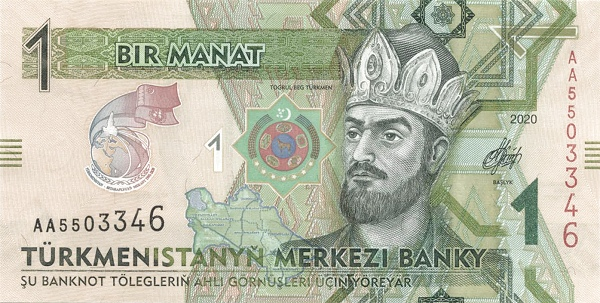
Darstellung auf einer Banknote von Turkmenistan

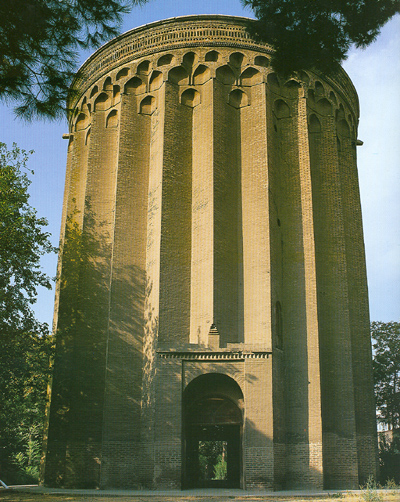
Das Grabmal Der Toghrul-Turm in Rey

Tughrul-Beg, auch Toghril (* um 990; † 4. September 1063 in Tadschrisch bei Rey) war der erste Sultan der Seldschuken. Er war der Enkel von Saldschūq bin Duqāq, des Namensgebers und Stammesfürsten der damals führenden Familie der Oghus-Türken. Er war der Anführer der Seldschuken beim Sieg in der Schlacht von Dandanqan (1040) und er beendete 1055 die Schutzherrschaft der schiitischen Buyiden über das sunnitische Abbasiden-Kalifat in Bagdad. Dieses Ereignis ist von weltgeschichtlicher Bedeutung, da das politische Schiitentum in weiten Teilen der islamischen Welt aufgehalten wurde. Der Kalif erkannte Tughrul als „König des Ostens und Westens“ an und verlieh ihm den Titel Rukn ad-Dīn („Stütze des Glaubens“).

## Name
Der Name Tughrul ist türkisch und bezeichnet einen Greifvogel aus der Familie der Habicht- oder Falkenartigen. Eine ähnliche Bedeutung hat der Name von Tughruls Bruder Tschaghri. Beg ist ein türkischer Herrschertitel. In zeitgenössischen persischen oder arabischen Werken findet man die Schreibweisen طغرل بیک und طغرل بك (Ṭuġrul Bek bzw. Ṭuġrul Beg). Die neutürkische Schreibweise ist Tuğrul Bey. Namensvarianten, denen man in Sekundärliteratur begegnet, sind Tugril, Toghrïl, Toghril, Togril, Tugrul Beg, Tuğrul Beğ oder Toğrul Beğ; im engl auch: Toğrül, Toghrül bzw. Tuğril Beg. Arabische Beinamen sind Abu Talib Muhammad bin Mikail.

## Biografie
Vor dem Aufstieg der Seldschuken zur Großmacht dienten Seldschuks Sohn Arslan und seine Enkel Tughrul und Tschaghri als Söldner der Karachaniden von Buchara unter Ali Tigin in deren Kampf gegen die Ghaznawiden. Als der Einfluss Mahmuds von Ghazna wuchs, floh Tughrul nach Choresmien zu den Altuntaschiden, aber nur um kurze Zeit später (1028/1029) zusammen mit seinem Bruder Tschaghri die Städte Merw und Nischapur zu unterwerfen und ein Jahr darauf die Kontrolle über ganz Chorasan zu erlangen.
1040 schlugen er und sein Bruder in der Entscheidungsschlacht von Dandanqan Mahmuds Sohn Masud I. von Ghazni und verdrängten in den folgenden vier Jahren die Ghaznawiden aus Persien.
1049 wurde Rey seine Hauptstadt, 1051 dann Isfahan. Als Nachfolger der Ghaznawiden verlangte Tughrul vom abbasidischen Kalifen al-Qa'im in Bagdad die Anerkennung als Herrscher der islamischen Länder. Das Kalifat wurde zu der Zeit von den schiitischen Buyiden kontrolliert. Außerdem hatte sich mit den Fatimiden in Nordafrika ein ernster Konkurrent um die geistige Führung der Muslime etabliert. So kam es, dass al-Qa'im Tughrul als möglichen Retter des sunnitischen Kalifats von den schiitischen Gegner ansah. Nach langer Korrespondenz wurde Tughrul 1055 nach Bagdad gerufen, wo er den letzten Herrscher der Buyiden, al-Malik ar-Rahim, absetzte und gefangen nahm. Tughrul wurde nun vom Kalifen zum „König des Ostens und des Westens“ (maliku ’l-maschriq wa-’l-maghrib) ernannt und erhielt außerdem den Titel Rukn ad-Din („Stütze des Glaubens“). Er verpflichtete sich, die abtrünnigen Gebiete in Syrien und Nordafrika für das Kalifat zu erobern. Zur Stärkung dieses Bündnis gab er seine Nichte dem Kalifen zur Ehefrau.
In der darauffolgenden Zeit kam es zu einer Teilung des Seldschukenreichs. Tughrul regierte von Isfahan aus den Westen, während Tschaghri von Merw aus den Osten beherrschte. Diese Spaltung konnte erst nach dem Ende von Tughruls Regentschaft rückgängig gemacht werden.
Mit dem Aufstieg Tughruls von einem Stammesführer zum Sultan wandelte sich das Seldschukenreich. Tughrul wurde zu einem Monarchen nach klassischem iranischen Vorbild, der sich mit arabischen und iranischen Beamten und Wesiren umgab und so die Turkmenen aus dem Staatsapparat verdrängte. Dies führte zu Unruhen, sodass sich sein Halbbruder Ibrahim Inal mit Hilfe der Buyiden und Fatimiden gegen Tughrul auflehnte. Diesem Aufstand schlossen sich noch andere Neffen und ein Cousin Tughruls namens Qutalmisch Beg an. Tughrul ging als Sieger aus diesem Konflikt hervor und ließ seine Neffen, da das Vergießen von Blut der Herrscherfamilie ein Tabu war, erdrosseln.
Während der Abwesenheit Tughruls fiel Bagdad im Januar 1059 nach einem Aufstand kurzzeitig in die Hände des Kalifen von Kairo al-Mustansir, wurde aber keine zwei Jahre später von Tughrul zurückerobert.
Trotz seines hohen Alters wollte Tughrul eine Tochter des Kalifen heiraten. Doch dieser lehnte ab oder verzögerte das Vorhaben mit der Hoffnung, dass Tughrul sterben würde. Schließlich heiratete Tughrul 1062 die Kalifentochter. Doch kein Jahr später, am 4. September 1063, starb er nahe Rey. Zu seinem Nachfolger bestimmte er seinen Neffen Sulaiman, doch durch den folgenden Machtkampf wurde ein anderer Neffe namens Alp Arslan neuer Sultan.